# Aardbeving Ancash 1970
De Aardbeving van Ancash op 31 mei 1970, ook de Grote Peruviaanse aardbeving genoemd, was een aardschok met een kracht van 7,7 op de schaal van Richter die 70.000 mensenlevens eiste. 

## Gegevens van de beving
Het epicentrum van de aardbeving lag 15 kilometer in zee voor de kust van Chimbote, met hypocentrum op een diepte van zo'n 50 kilometer. Door de relatieve diepte van de beving ontstond er geen tektonische deformatie van de zeebodem en dus ook geen tsunami. De grootste schade werd gemeten in de vallei van de rivier Rio Santa, de Callejon de Huaylas, in de Peruviaanse regio Ancash, langs een breukvlak van 40 kilometer lang en 65 kilometer breed evenwijdig met de kust. Dit gebied ligt in de 7.000 kilometer lange Peru-Chiliboog waar de bodem van de Grote Oceaan onder het Zuid-Amerikaanse continent wordt geschoven. De schade werd veroorzaakt door breukbewegingen onder dit gebied op een diepte tussen 45 tot 66 kilometer. De initiële schok deed zich voor om 15u23 plaatselijke tijd en had een kracht van 7,7. Hij werd gevolgd door 37 naschokken die in kracht varieerden van 4 tot 6,25 op de schaal van Richter. Op dezelfde breuklijn werden in december 1970 nog grote aardschokken gemeten in het noorden van Peru en het zuiden van Ecuador.

## Schade
Over een oppervlakte van 65.000 km² werd 80% van alle gebouwen verwoest. De belangrijke havenstad Chimbote liep zware schade op. In het Nevado Huascarán-gebergte deed zich een steen- en modderlawine voor toen op 5.000 meter hoogte een enorm rotsblok door de beving loskwam van de berg. De lawine van steen en ijs veranderde in het dal in een modderstroom. De steden Huaraz en Yungay werden bijna volledig vernield door het puin en hier vielen de meesten van de 70.000 doden. Er vielen ook tussen 50.000 en 100.000 gewonden.
Het leger werd ingezet voor het reddingswerk, dat werd bemoeilijkt door de verbroken verbindingen. Er kwam ook op grote schaal buitenlandse hulp.

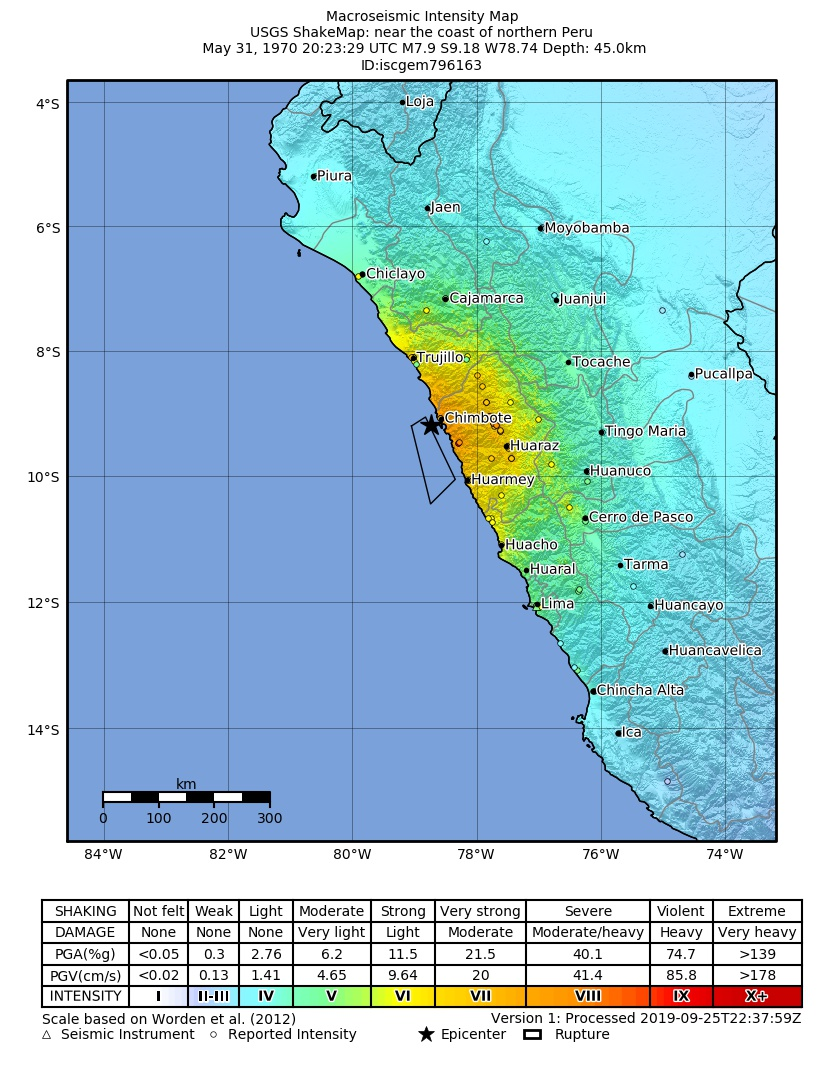
Epicentrum en intensiteit van de aardbeving